# Ibbenbüren
Ibbenbüren este un oraș din landul Renania de Nord-Westfalia, Germania.

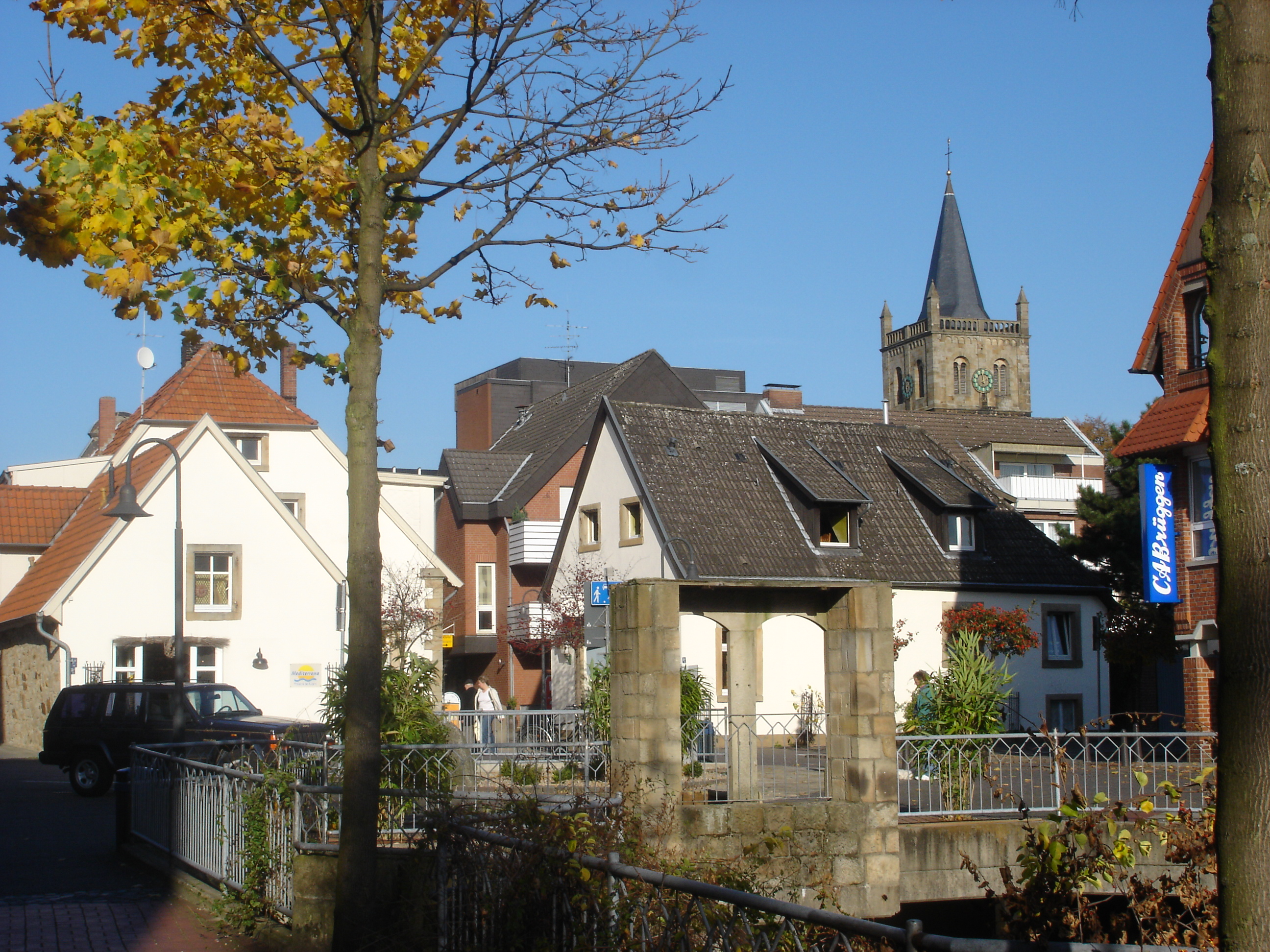

1. ↑   http://www.stadtmuseum-ibbenbueren.de/stadtgeschichte_chronik_amt_ibbenbueren.htm, accesat în 13 mai 2024 Lipsește sau este vid: |title= (ajutor)
2. ↑  Alle politisch selbständigen Gemeinden mit ausgewählten Merkmalen am 31.12.2018 (4. Quartal) (în germană), Statistisches Bundesamt[*], arhivat din original la 10 martie 2019, accesat în 10 martie 2019